# Cilla McQueen
Cilla McQueen (Birmingham, 1949) es un poetisa anglo-neozelandesa galardonada 3 veces con el New Zealand Book Award de poesía.

## Obra
- Homing In (1982)
- Anti Gravity (1984)
- Wild Sweets (1986)
- Benzina (1988)
- Berlin Diary (1990)
- Crikey (1993)